# Hængekegler
Hængekegler er et spil, som var populært i 1600-årenes Europa. Spillerekvistitterne består af et "bakkeformet" bord, hvorpå 9 små kegler er anbragt i midten, således at de udgør en firkant. I spillebordet ene side er en pind fastmonteret, og på denne hænger en kugle i et stykke snor. Spillet går ud på at vælte så mange af keglerne som muligt, gennem sving med den ophængte kugle.
Spillerne slår fx plat eller krone om, hvem der starter spillet. Hver spiller har tre "ture" ad gangen, og svinger kuglen i snoren bagom pinden, i håb om at ramme keglerne på tilbagevejen. Kuglen skal gribes efter hvert sving, og er en spiller så heldig at vælte alle kegler i første eller andet sving, må vedkommende opstille dem igen, hvilket giver mulighed for at opnå flere points. Efter tre sving, er det næste spillers tur.
Spillet fortsættes indtil en spiller har nået 101 points.